# 歐洲歌唱大賽演唱語言列表
以下內容是有關歐洲歌唱大賽自1956年以來使用的演唱語言，也包括了自2004以來所有半決賽及決賽的曲目。
關於演唱語言的規則曾改變了很多次。過去，比賽主辦單位曾要求參與的國家只使用自己國家的語言演唱，但自1999年以來即取消了這個限制。

## 規則的演變
1956年至1965年，比賽並無針對演唱語言進行任何的限制。舉例來說，在1965年歐洲歌唱大賽，瑞典的代表Ingvar Wixell即以英語作為演唱曲目。
1966年至1973年，比賽規定演唱者必須以代表該參賽國的其中一種官方語言作為演唱語言。
自1974年到1976年，參賽者可以選用任何語言演唱。許多國家利用這點，選用了各國通用的英語作為演唱語言，當中也包括了1974年的冠軍ABBA所選唱的歌《Waterloo》。
在1977年，比賽的主辦單位歐洲廣播聯盟，重新加強了比賽的演唱語言限制。然而，由於德國及比利時國內初選已先行完成無法改變，故被給予特別的權利可以使用英文。在這個限制下，可以用英文演唱的國家僅剩愛爾蘭、馬爾他以及英國。從1977年至1998年，這個限制一直被使用著。
自1999年起，演唱語言的限制又被開放。因此，很多國家開始選擇混合語言的演唱方式，包括了英文夾雜參賽國本身的官方語言。在此之前，已有一些國家在標題或者歌詞中的一句夾雜非官方語言，如1993年克羅埃西亞的「Don't Ever Cry"」、1997年奧地利的「One Step」及波士尼亞與赫塞哥維納的「Goodbye」。在1994年，波蘭的代表艾迪塔·歌娳婭（Edyta Górniak）在彩排時打破了語言規定，被人向評審團爆料而成了當年度的八卦 。只有6個國家認為波蘭應該被取消資格，但按照規定必須有13個國家提出抗議才可以使波蘭退出比賽。

### 批評
2008年代表法国参赛的歌曲是用英语演唱的，当时法国的一名议员曾批评法国电视台并於法国议会提出了正式的投诉。类似的事情也在2014年发生过，当西班牙歌手Ruth Lorenzo用英语演唱部分她在西班牙国内选拔赛上的参赛歌曲中的歌词后，她受到西班牙皇家语言学院的批评。

## 人工語言的引進
在欧洲歌唱大赛的历史上有三次是用人工语言来演唱歌曲。
| 年份 | 参赛国 | 表演者     | 歌曲        |
| ---- | ------ | ---------- | ----------- |
| 2003 | 比利时 | Urban Trad | "Sanomi"    |
| 2006 | 荷蘭   | Treble     | "Amambanda" |
| 2008 | 比利时 | Ishtar     | "O Julissi" |